# 布爾諾附近烏耶茲德

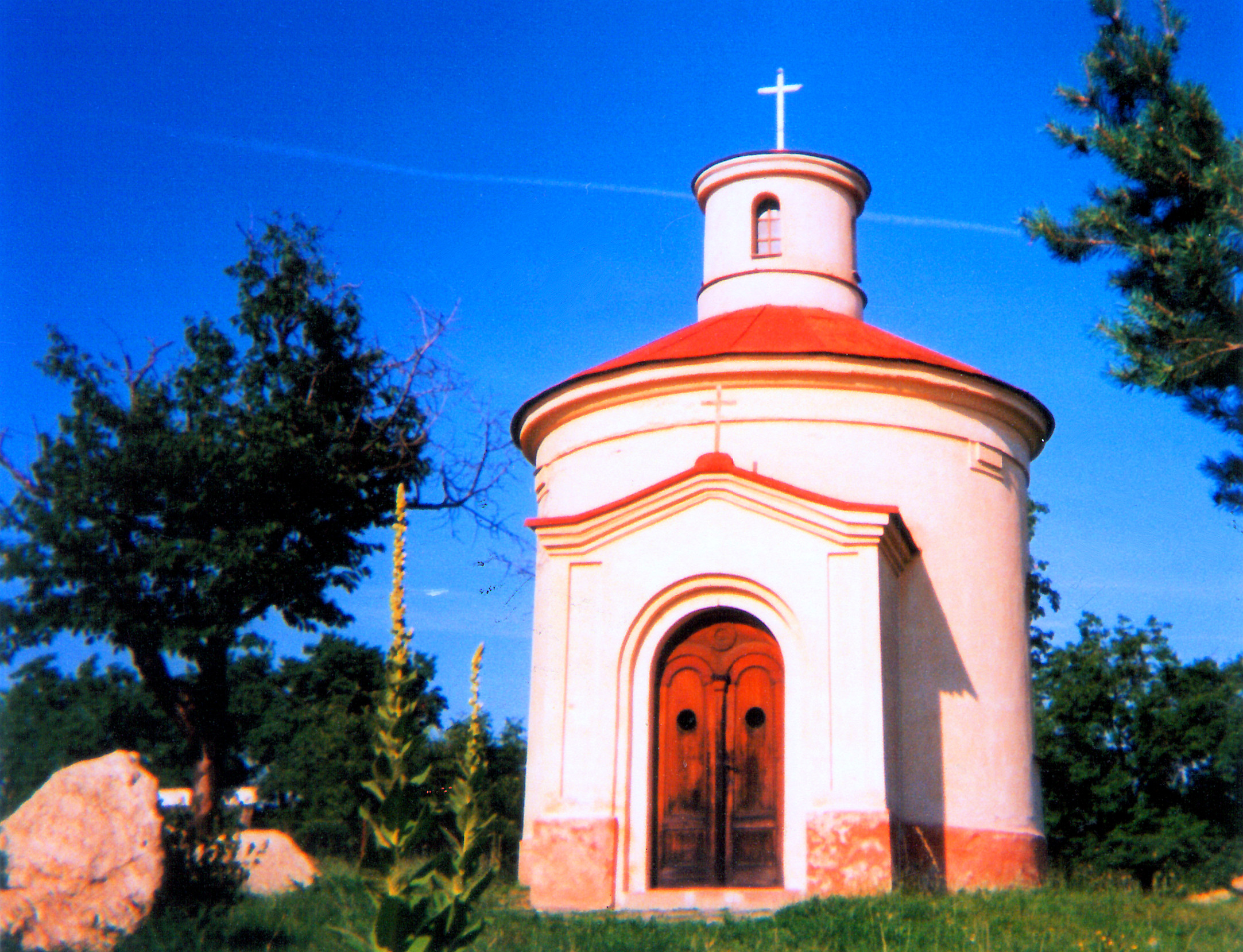

布爾諾附近烏耶茲德（捷克語：Újezd u Brna，發音：[ˈuːjɛst ˈubr̩na]）是捷克的城鎮，位於該國東南部，距離布爾諾約15公里，由南波希米亞州負責管轄，面積13.07平方公里，海拔高度195米，2012年人口3,206。

## 外部連結
- Official website （页面存档备份，存于） （捷克文）